# Криогенное ракетное топливо

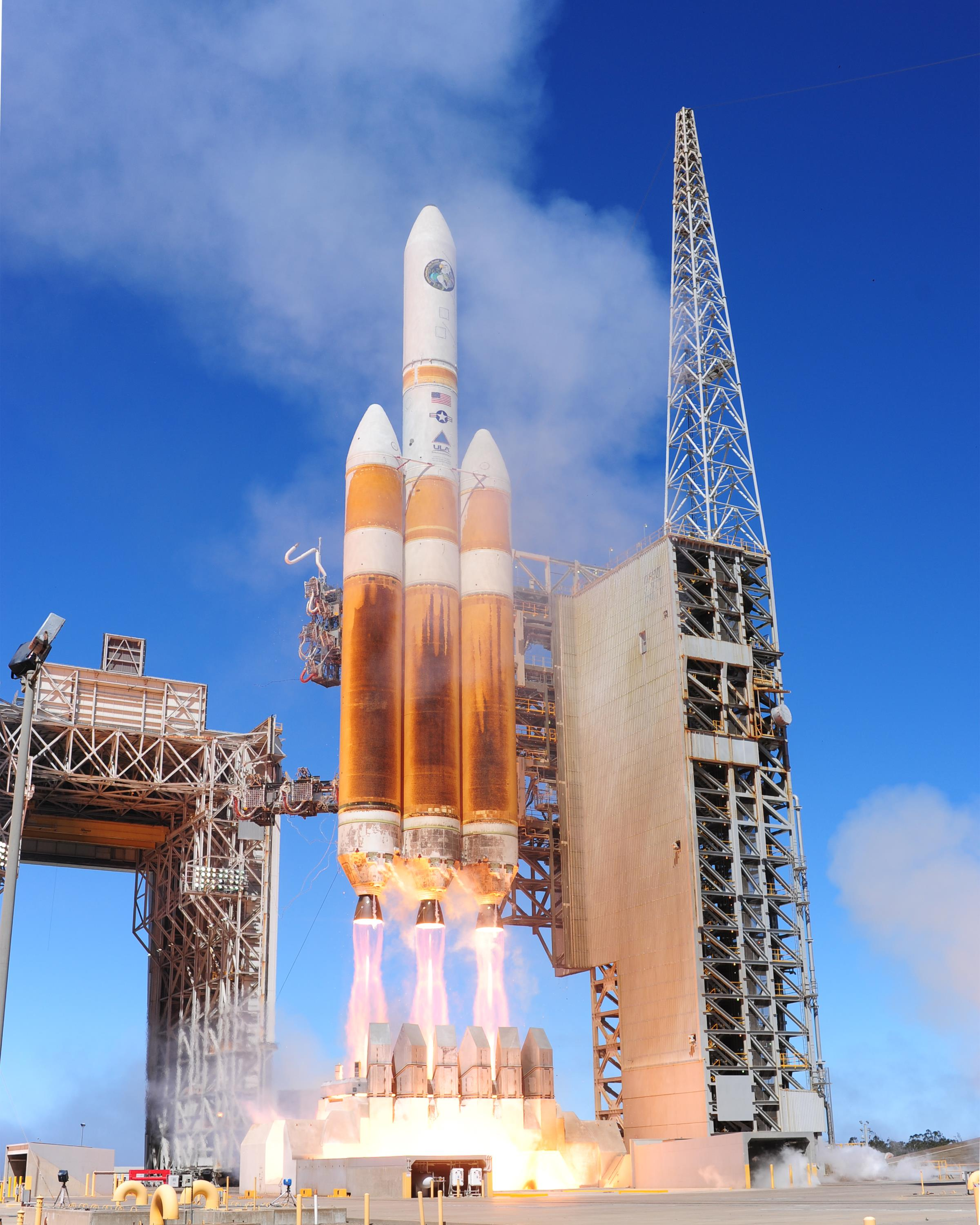
Ракета-носитель Delta IV Heavy во время пуска. Ракета полностью заправлена криогенным топливом (жидкий водород и жидкий кислород)

Криогенное ракетное топливо — низкокипящее жидкое ракетное топливо, хотя бы один из компонентов (окислитель, горючее) которого является криогенным, то есть находится при температуре ниже 120 К (−153,15 °C). К криогенным компонентам топлива относятся сжиженные газы: кислород, водород, фтор и другие. Противоположностью криогенным являются высококипящие компоненты, то есть такие, которые могут использоваться при температуре выше 298 К (24,85 °C).

## Компоненты криогенного топлива
Компоненты криогенного топлива — сжиженные газы с температурой кипения ниже 120 К. Наиболее распространённым криогенным компонентом является жидкий кислород, используемый в качестве окислителя в ракетах космического назначения. В паре с кислородом могут использоваться различные виды горючего. На современных ракетах это различные разновидности керосина, а также криогенные горючие, в первую очередь водород. Разрабатываются и испытываются двигатели, использующие в качестве горючего сжиженные метан и природный газ (СПГ). В качестве криогенных окислителей рассматривались также сжиженные фтор и озон, но, несмотря на высокую ожидаемую эффективность, практического применения они не нашли из-за сложности в обращении, большой взрывоопасности, крайней химической агрессивности и токсичности.
Жидкий водород в качестве горючего и жидкий кислород как окислитель позволяют получить максимальную среди доступных топлив эффективность, это сочетание, как дающее при сгорании наибольшую скорость истечения газов, было предложено ещё К. Э. Циолковским в качестве «эталонной топливной пары», с которой он сравнивал другие возможные варианты ракетного топлива. Впоследствии, рассматривая также удобство эксплуатации различных топлив, Циолковский предложил заменить водород углеводородами с возможно большим содержанием водорода в молекуле. Жидкий водород имеет низкую плотность, что требует создания крупных топливных баков, усложняет и утяжеляет конструкцию ракеты и уменьшает её массовое совершенство. Для увеличения плотности горючего и уменьшения потерь на испарение в современной ракетной технике используется охлаждённый до температуры 14 К зашугованный водород, то есть находящийся в состоянии, где одновременно присутствуют жидкая и твёрдая фаза в виде крупнодисперсной взвеси.

## Эффективность производства
За последние десятилетия процессы сжижения газа улучшились с появлением более совершенного оборудования и контроля потерь тепла в системе. Типичные методы используют преимущество температуры газа, который резко охлаждается, когда регулируемое давление газа сбрасывается. Достаточное повышение давления и последующий сброс давления могут привести к сжижению большинства газов, как показано на примере эффекта Джоуля — Томсона.

### Сжиженный природный газ
Хотя сжижение природного газа для хранения, транспортировки и использования является достаточно рентабельным, во время этого процесса потребляется примерно от 10 до 15 процентов газа. Оптимальный процесс включает четыре стадии охлаждения пропана и две стадии охлаждения этилена. Может быть добавлена дополнительная ступень хладагента, но дополнительные затраты на сопутствующее оборудование не оправданы с экономической точки зрения.

## Преимущества и недостатки
Криогенные компоненты позволяют получить самые высокие значения удельного импульса среди доступных химических ракетных топлив, из-за чего широко используются в космических ракетах-носителях. При этом используемые криогенные компоненты (кислород, водород, метан) являются нетоксичными и в случае разливов наносят существенно меньший вред окружающей среде, чем высококипящие окислители на основе азотной кислоты и тетраоксида диазота и разновидности ракетного горючего  на основе производных гидразина.
В то же время криогенные компоненты сложны в эксплуатации, из-за высоких потерь на испарение не могут транспортироваться и храниться без принятия специальных мер и вне специально созданных и сложно устроенных емкостей и хранилищ. Ракеты, использующие криогенные компоненты топлива, не могут длительное время находиться в заправленном состоянии и в случае задержки пуска требуют непрерывной подпитки баков или отмены старта со сливом топлива. На космических аппаратах, где невозможно организовать требуемую степень теплоизоляции из-за ограничений массы, применение криогенных компонентов также ограничено. Кроме того, низкие температуры, при которых должны находиться криогенные компоненты, требуют особого выбора материалов и конструкции топливных баков и двигателей.

## Применение
Опытные ракеты на жидком топливе, создаваемые 1920-х — 1930-х годах Р. Годдардом в США, Обществом межпланетных сообщений (VfR) в Германии, Группой изучения реактивного движения в СССР использовали в качестве окислителя жидкий кислород в сочетании с лёгкими углеводородами и другими видами горючего. В то же время группы Л. Крокко в Италии и В. П. Глушко в ленинградской Газодинамической лаборатории экспериментировали с высококипящими топливами, использующими в качестве окислителя азотный тетраоксид и азотную кислоту.
На первой в мире баллистической ракете дальнего действия «A-4» («V-2»), разработанной Вернером фон Брауном и принятой в Германии на вооружение в конце Второй мировой войны, окислителем был жидкий кислород, а горючим — 75% этиловый спирт, позволивший, при небольшом снижении эффективности относительно углеводородных горючих, уменьшить температуру в камере сгорания, упростить конструкцию двигателя и увеличить время его работы. Топливная пара «жидкий кислород — этиловый спирт» использовалась и на послевоенных ракетах, создаваемых в СССР и США, таких как «Р-1», «Р-2», «Р-5», «Викинг», «Редстоун», ракетоплан «X-1» и других. Первые советские и американские межконтинентальные ракеты («Р-7», «Р-9», «Атлас», «Титан-1») и американские ракеты средней дальности («Тор», «Юпитер») также использовали жидкий кислород в качестве окислителя в паре с керосином в качестве горючего, однако сложность обращения с криогенными компонентами и длительное время предстартовой подготовки привели к тому, что на боевых ракетах стали применяться высококипящие, а впоследствии и твёрдые топлива.
Благодаря высокой эффективности криогенные топлива широко используются в ракетах космического назначения, позволяя увеличить массу полезного груза или уменьшить массу и габариты носителя. Первая советская межконтинентальная ракета «Р-7», использовавшая в качестве окислителя жидкий кислород, снята с вооружения в конце 1960-х годов, но космические комплексы на её базе работают и в XXI веке. Следующие поколения ракет «Атлас», уже специально созданных как космические носители, также используют жидкий кислород, как и «Н-1», «Сатурн», «Зенит», «Фэлкон», «Ангара» и другие. Жидкий кислород используется и в разгонных блоках семейства «ДМ», позволяя сократить количество включений и получить высокую точность выведения космических аппаратов.
Использование топливной пары «жидкий кислород — жидкий водород», несмотря на множество технических трудностей, даёт большие преимущества при использовании на ракетах тяжёлого класса. Эта пара использовалась на верхних ступенях ракет семейства «Сатурн», системой «Спейс шаттл», применяется на носителях «Ариан-5», «Дельта-4», «H-IIA», ракетах семейства «Чанчжэн», на ступени «Центавр» и других. Единственной летавшей советской ракетой на кислород-водородном топливе была сверхтяжелая «Энергия». Заявлено о разработке кислород-водородного разгонного блока КВТК для носителя «Ангара».

### Комментарии
1. ↑  Низкокипящими называются ракетные топлива, компоненты которых могут храниться и применяться только при температурах ниже 298 К (24,85°C)[1].
2. ↑  Число Циолковского — отношение массы рабочего запаса топлива к конечной массе ракеты.[11]